# Molteni (Radsportteam)

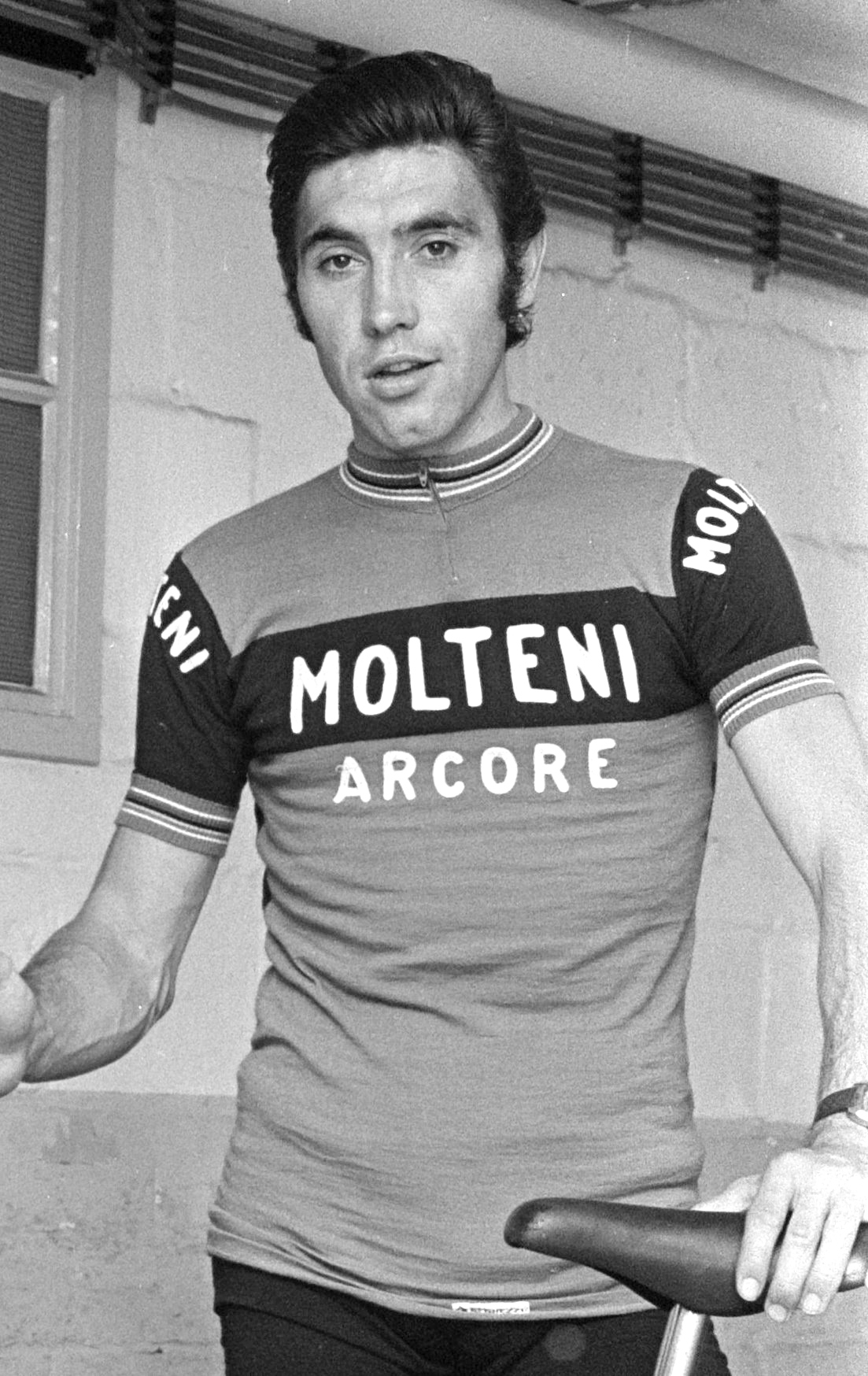
Eddy Merckx im Teamtrikot von 1973

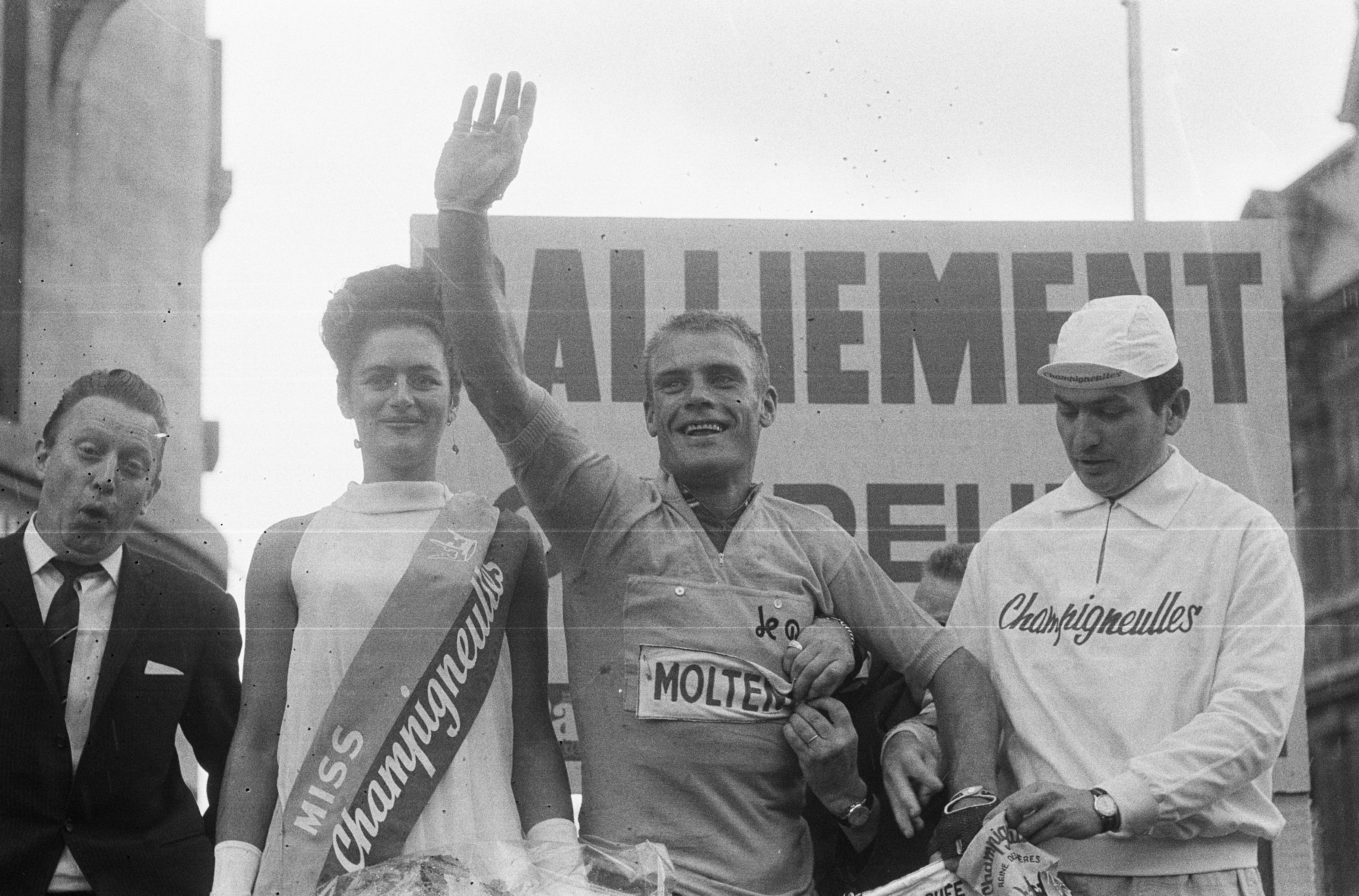
Rudi Altig bei der Siegerehrung während der Tour de France 1966

Molteni war ein von 1958 bis 1976 aktives italienisches Profi-Radsportteam.

## Geschichte
Gegründet wurde das Radsportteam von Pietro Molteni, dessen Sohn, der ehemalige Radprofi Ambrogio Molteni, ebenfalls im Management eingebunden war. Erster Teamleiter war 1958 jedoch Renato Molteni. Nachdem der ehemalige italienische Straßenmeister Giorgio Albani seine aktive Karriere 1959 bei Molteni beendet hatte, kehrte er zwei Jahre später als Sportdirektor zurück. Als Eddy Merckx Ende 1970 zum Team stieß, brachte er seinen Sportlichen Leiter Guillaume Driessens mit. Trikotsponsor war von Anfang bis Ende das familieneigene Wurstwaren verarbeitende Unternehmen mit Sitz in Arcore. 1976 hatte das Team eine belgische Lizenz. Aus dem Team ging das nur ein Jahr bestehende Team Fiat France hervor.

## Erfolge
Das Team gewann insgesamt 663 Radrennen, viele davon durch Eddy Merckx, Gianni Motta und Marino Basso.
Zu den wichtigsten Erfolgen zählten:
- Tour de France 1971, 1972, 1974
- Giro d’Italia 1966, 1972, 1973, 1974
- Vuelta a España 1973
- Giro di Lombardia 1964, 1971, 1972
- Tour de Romandie 1966
- Tour de Suisse 1967, 1974
- Mailand–Sanremo 1970, 1971, 1972, 1975, 1976
- Critérium du Dauphiné Libéré 1971
- Lüttich–Bastogne–Lüttich 1971, 1972, 1973, 1975, 1976
- Omloop Het Volk 1971, 1973, 1974, 1975
- Rund um den Henninger-Turm 1971
- Grand Prix des Nations 1972, 1973
- E3 Prijs Vlaanderen 1973
- Amstel Gold Race 1973, 1975
- Gent–Wevelgem 1973
- Paris–Brüssel 1973
- Paris–Roubaix 1973
- Flandernrundfahrt 1975

### Grand-Tour-Platzierungen
| Grand Tour            | 1958 | 1959 | 1960 | 1961 | 1962 | 1963 | 1964 | 1965 | 1966 | 1967 | 1968 | 1969 | 1970 | 1971 | 1972 | 1973 | 1974 | 1975 | 1976 |
| --------------------- | ---- | ---- | ---- | ---- | ---- | ---- | ---- | ---- | ---- | ---- | ---- | ---- | ---- | ---- | ---- | ---- | ---- | ---- | ---- |
| Vuelta a EspañaVuelta | –    | –    | –    | –    | –    | –    | –    | –    | –    | –    | –    | –    | –    | –    | –    | 1    | –    | –    | –    |
| Giro d’ItaliaGiro     | 13   | 8    | 34   | 22   | 16   | 4    | 3    | 10   | 1    | 2    | 7    | 6    | 3    | 2    | 1    | 1    | 1    | –    | 8    |
| Tour de FranceTour    | –    | –    | –    | –    | –    | –    | –    | 3    | 12   | –    | –    | 7    | 4    | 1    | 1    | –    | 1    | 2    | –    |

### Monumente-des-Radsports-Platzierungen
| Monument                 | 1958 | 1959 | 1960 | 1961 | 1962 | 1963 | 1964 | 1965 | 1966 | 1967 | 1968 | 1969 | 1970 | 1971 | 1972 | 1973 | 1974 | 1975 | 1976 |
| ------------------------ | ---- | ---- | ---- | ---- | ---- | ---- | ---- | ---- | ---- | ---- | ---- | ---- | ---- | ---- | ---- | ---- | ---- | ---- | ---- |
| Mailand–Sanremo          | –    | 9    | 42   | 49   | 17   | 26   | 13   | 9    | 4    | 2    | 8    | 3    | 1    | 1    | 1    | 7    | 17   | 1    | 1    |
| Flandern-Rundfahrt       | –    | –    | –    | –    | –    | –    | –    | –    | 6    | 24   | 18   | 3    | 25   | 4    | 6    | 3    | 4    | 1    | 17   |
| Paris–Roubaix            | –    | –    | –    | –    | 56   | 63   | 33   | 32   | 6    | 3    | –    | 12   | 14   | 2    | 7    | 1    | 4    | 2    | 6    |
| Lüttich–Bastogne–Lüttich | –    | –    | 27   | 35   | –    | –    | –    | –    | 6    | 17   | –    | –    | –    | 1    | 1    | 1    | 13   | 1    | 1    |
| Lombardei-Rundfahrt      | –    | 12   | 40   | 21   | 3    | 3    | 1    | 5    | 5    | 5    | 6    | 13   | 9    | 1    | 1    | –    | 2    | 6    | –    |

## Bekannte Fahrer
- Hennes Junkermann (1958)
- Guido Carlesi (1959)
- Peter Post (1963)
- Rudi Altig (1966–1967)
- Franco Balmamion (1967–1968)
- Michele Dancelli (1963–1966+1969–1970)
- Gianni Motta (1964–1968)
- Giuseppe Fezzardi (1965–1968)
- Marino Basso (1968–1971)
- Eddy Merckx (1971–1976)
- Herman Van Springel (1971–1972)
- Joseph Bruyère (1971–1976)